# Palazzo Boselli
Il Palazzo Boselli è un edificio dalle forme rinascimentali situato in strada XXII Luglio 44 a Parma; rappresenta uno dei pochi palazzi cittadini del XIV-XV secolo.

## Storia
Il palazzo fu edificato tra il XIV ed il XV secolo da parte della famiglia dei marchesi Bergonzi, presente a Parma già da tempo nella zona della chiesa di San Quintino.
Intorno al 1688 l'edificio fu acquistato dai Cerati, conti di Viarolo e Vicomero; probabilmente il primo residente del "palazzo di borgo San Quintino" (oggi strada XXII Luglio) in angolo con borgo Reale (oggi borgo Regale) fu il conte Valerio, podestà di Fiesso nel 1713.
L'importante casata si estinse con il conte Antonio Cerati, illustre letterato, che morì senza figli nel 1816, lasciando il suo patrimonio alla nipote Chiara Mazzucchini, moglie del conte Philip Magawly, che assunse il nome di Filippo Magawly Cerati e fu presidente del Consiglio di Stato durante il governo della duchessa Maria Luigia.
Nel 1854, al decesso della contessa, il palazzo fu acquistato dal ramo parmense dei Pavesi Negri, marchesi di Castelnovo a sera, di origine pontremolese.
Nel 1885 il marchese Fabio Pavesi Negri vendette il palazzo al conte Raffaele Boselli, al quale subentrò nel 1917 il figlio Franco.
Durante la seconda guerra mondiale i sotterranei del palazzo ospitarono un rifugio antiaereo, che non fu successivamente smantellato.
L'edificio, ancora in parte appartenente alla famiglia Boselli, fu sottoposto a partire dal 2007 a un complesso intervento di restauro conservativo.

## Descrizione

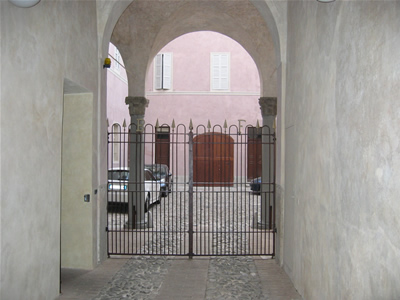
Androne

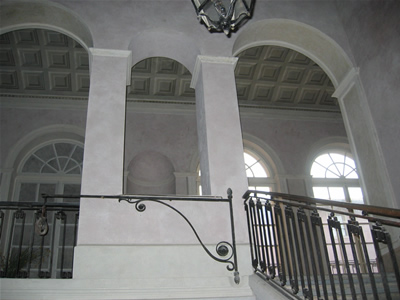
Scalone

Il palazzo si sviluppa attorno ad un cortile centrale rettangolare, su un lotto di forma pressoché trapezoidale ad angolo con borgo Regale.
Le facciate, annerite dal tempo, sono interamente rivestite in laterizio e risultano piuttosto spoglie, ad eccezione della cornice marcapiano a livello terreno e del portale d'ingresso incorniciato.
All'interno il cortile, intonacato, presenta sul lato dell'ingresso un colonnato con eleganti pilastri e capitelli in arenaria, ancora siglati con gli stemmi dei marchesi Bergonzi.
La scala che conduce al piano nobile si sviluppa all'interno di un vano quadrato ricoperto da volta a ombrello decorata, mentre il pianerottolo di arrivo è ricoperto da una volta a botte affrescata con motivo a cassettoni. Altre decorazioni sono presenti in vari ambienti del palazzo.
Al piano interrato, accessibile attraverso una scala a chiocciola, si trova ancora integro il rifugio antiaereo della seconda guerra mondiale, suddiviso in una serie di ambienti voltati in laterizio, in cui sono conservate le antiche panche in mattoni e varie scritte incise sulle pareti da chi vi trovò riparo durante i bombardamenti.